# 1637
1637 (MDCXXXVII) fue un año común comenzado en jueves, según el calendario gregoriano.

## Acontecimientos
- 26 de mayo: Los indios pequot son derrotados en bahía Mystic, con lo que el poder indio se derrumba en Connecticut y Rhode Island.[1]
- Publicación del Discurso del método de René Descartes.
- Publicación de El Héroe, de Baltasar Gracián.
- Federico Enrique de Orange-Nassau pone asedio a Breda y la conquista a los españoles.
- Ataque de los Andakaes al asentamiento invasor español de Francisco Díaz próximo a Timaná.
- Abre el Teatro San Cassiano, primera opera pública.

## Nacimientos
- 19 de abril: Mateo Cerezo, pintor español (f. 1666)
- Andrea Celesti, pintor italiano (f. 1712)

## Fallecimientos
- 15 de febrero: Fernando II de Habsburgo, emperador germánico (1619-1637), rey bohemio (1617) y húngaro (1618) (n. 1578)
- 14 de septiembre: Pierre Vernier, matemático francés (n. 1580)
- 23 de noviembre: Carlos Coloma, militar, historiador y diplomático español (n. 1567)